# Amelia Harusewicz
Amelia Harusewicz (ur. 18 września 1871 w Białogródce, zm. 19 listopada 1962 w Warszawie) – polska nauczycielka, organizatorka i dyrektorka Gimnazjum Żeńskiego w Ostrowi Mazowieckiej, animatorka życia kulturalnego i gospodarczego w powiecie ostrowskim, żona polskiego działacza narodowego Jana Harusewicza.

## Życiorys

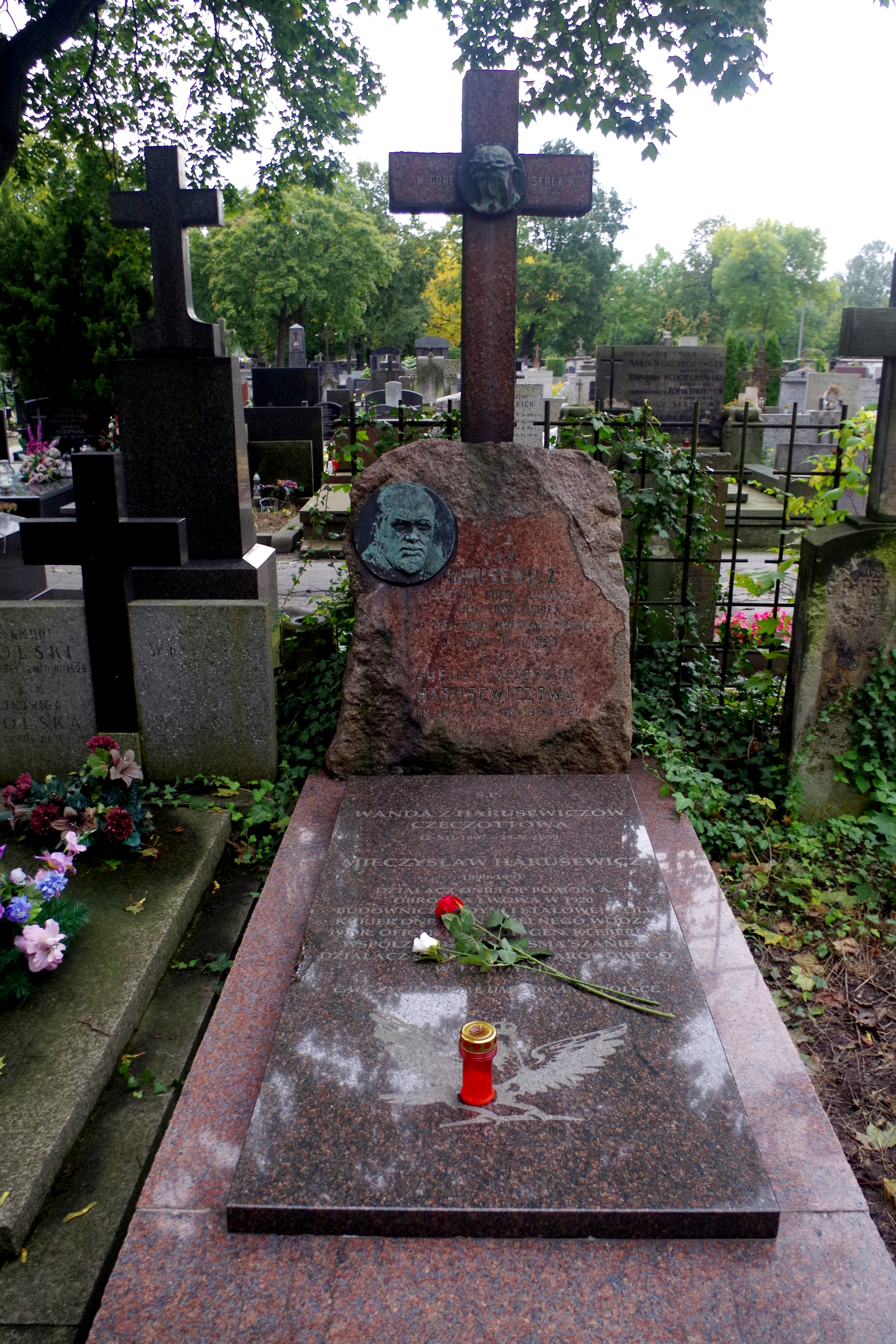
Grób Amelii, Jana i Mieczysława Harusewiczów na cmentarzu na Starych Powązkach w Warszawie

Amelia Harusewicz z domu Paczoska urodziła się 18 września 1871 roku we wsi Białogródka, w powiecie zasławskim na Wołyniu. Jej rodzicami byli: Konrad Paczoski, administrator klucza dóbr książąt Sanguszków, naczelnik powiatu zasławskiego w czasie powstania styczniowego i Ludwika z d. Wiemuth, córka lekarza, siostra powstańców styczniowych. Miała brata Józefa Konrada Paczoskiego, profesora botaniki i cztery siostry: Jadwigę, Klementynę, Zofię i Natalię. W 1875 roku, po śmierci ojca, zamieszkała z rodziną w Kijowie, gdzie ukończyła gimnazjum. Następnie odbyła dwuletni staż pedagogiczny w gimnazjum w Bydgoszczy. W 1893 roku wyszła za mąż za lekarza, działacza Ligi Narodowej, Jana Harusewicza, zamieszkałego w Ostrowi Mazowieckiej.
Amelia Harusewicz włączyła się w szerokim zakresie, wraz z mężem, w działalność społeczną na rzecz podniesienia poziomu gospodarczego i kulturalnego mieszkańców powiatu ostrowskiego. Pracę społeczną rozpoczęli w Ostrowskim Towarzystwie Dobroczynności, niosąc pomoc lekarską i materialną najbiedniejszym. Była współzałożycielką Ostrowskiego Towarzystwa Oszczędnościowo-Pożyczkowego w 1898 roku, Ostrowskiego Stowarzyszenia Spożywczego w 1911 roku oraz koła Polskiej Macierzy Szkolnej w Ostrowi i jej 13 placówek na terenie tego powiatu w 1905 roku. Pełniła funkcję prezesa sieci powiatowej PMS do 1907 roku legalnie, a następnie w podziemiu do 1910 roku. Organizowała liczne kursy oświatowe, szkolenia i odczyty oraz akcje charytatywne i przedsięwzięcia kulturalne. Reżyserowała lokalne przedstawienia teatralne, w których grała, podobnie jak mąż, liczne role, w ramach Koła Miłośników Sceny Polskiej. Udostępniała prywatną bibliotekę liczącą około tysiąc woluminów.
W związku z działalnością męża, jako posła do Dumy Państwowej i członka Komitetu Narodowego Polskiego, przez kilka lat mieszkała z nim i dziećmi w Petersburgu. W tym czasie studiowała historię na czteroletnich Kursach Bestużewskich, uczelni dla kobiet, utworzonej w związku z nieprzyjmowaniem ich na Uniwersytet Petersburski. Studia ukończyła w 1917 roku z oceną celującą za całokształt i pracę „Przewrót umysłowy w Polsce w drugiej połowie XVIII wieku”. Po powrocie do Ostrowi w marcu 1918 roku podjęła się tam organizacji ośmioklasowego Gimnazjum Żeńskiego, na bazie utworzonej rok wcześniej przez Polską Macierz Szkolną trzyklasowej szkoły żeńskiej i była jego dyrektorką do września 1924 roku, gdy zostało ono połączone z Gimnazjum Męskim w Sejmikowe Gimnazjum Koedukacyjne w Ostrowi. Następnie pracowała w nim jako nauczycielka, aż po zamachu majowym została usunięta z pracy w szkolnictwie z powodu poglądów politycznych.
W późniejszych latach angażowała się w życie gospodarcze powiatu. Była prekursorką rozwoju drobnego handlu w Polsce. W 1934 roku otworzyła na rynku w Ostrowi Mazowieckiej stragan z wyrobami włókienniczymi. Był to pierwszy, na terenie byłej Kongresówki, prowincjonalny stragan rynkowy, rok później było ich w samej Ostrowi około czterdziestu, a kolejne powstawały w innych miasteczkach. W 1938 roku otrzymała „Dyplom uznania” od Stowarzyszenia Kupców Polskich. Prowadziła i popularyzowała ogrodnictwo, pszczelarstwo i uprawę ziół leczniczych. Zamieszczała artykuły w czasopismach pedagogicznych, brała aktywny udział w zjazdach różnych organizacji naukowych, gospodarczych i społecznych.
Miała syna Mieczysława Harusewicza, hydrotechnika, oficera WP, działacza Stronnictwa Narodowego i ONR-ABC oraz córkę Wandę, żonę Ignacego Czeczotta, lekarza, oficera WP zamordowanego w Charkowie. Zmarła 19 września 1962 roku. Pochowana na cmentarzu Powązkowskim w Warszawie (kwatera 80-5-25).